# Pablo Marín (calciatore 2003)
Pablo Marín Tejada (Logroño, 3 luglio 2003) è un calciatore spagnolo, centrocampista della Real Sociedad e della Real Sociedad B.

## Carriera

### Club
Cresciuto nel settore giovanile della Real Sociedad, l'8 gennaio 2022 debutta con la seconda squadra della società di San Sebastián, nella partita di Segunda División pareggiata per 1-1 contro il Leganés. Il 22 ottobre seguente esordisce in prima squadra, in occasione dell'incontro di Primera División perso per 1-0 contro il Real Valladolid; l'11 novembre seguente prolunga con i biancoblù fino al 2027.

### Nazionale
Ha giocato nelle nazionali giovanili spagnole Under-17, Under-19 ed Under-21.

## Statistiche

### Presenze e reti nei club
Statistiche aggiornate al 21 gennaio 2025.
| Stagione               | Squadra                | Campionato             | Campionato | Campionato | Coppe nazionali | Coppe nazionali | Coppe nazionali | Coppe continentali | Coppe continentali | Coppe continentali | Altre coppe | Altre coppe | Altre coppe | Totale | Totale | Totale |
| Stagione               | Squadra                | Comp                   | Pres       | Reti       | Comp            | Pres            | Reti            | Comp               | Pres               | Reti               | Comp        | Pres        | Reti        | Pres   | Reti   |        |
| ---------------------- | ---------------------- | ---------------------- | ---------- | ---------- | --------------- | --------------- | --------------- | ------------------ | ------------------ | ------------------ | ----------- | ----------- | ----------- | ------ | ------ | ------ |
| 2020-2021              | Real Sociedad C        | TD                     | 6          | 0          | -               | -               | -               | -                  | -                  | -                  | -           | -           | -           | 6      | 0      |        |
| 2021-2022              | Real Sociedad C        | SR                     | 16         | 7          | -               | -               | -               | -                  | -                  | -                  | -           | -           | -           | 16     | 7      |        |
| Totale Real Sociedad C | Totale Real Sociedad C | Totale Real Sociedad C | 22         | 7          |                 | -               | -               |                    | -                  | -                  |             | -           | -           | 22     | 7      |        |
| 2021-2022              | Real Sociedad B        | SD                     | 1          | 0          | -               | -               | -               | -                  | -                  | -                  | -           | -           | -           | 1      | 0      |        |
| 2022-2023              | Real Sociedad B        | PF                     | 26+2       | 4          | -               | -               | -               | -                  | -                  | -                  | -           | -           | -           | 28     | 4      |        |
| 2023-2024              | Real Sociedad B        | PF                     | 27         | 3          | -               | -               | -               | -                  | -                  | -                  | -           | -           | -           | 27     | 3      |        |
| Totale Real Sociedad B | Totale Real Sociedad B | Totale Real Sociedad B | 54+2       | 7          |                 | -               | -               |                    | -                  | -                  |             | -           | -           | 56     | 7      |        |
| 2022-2023              | Real Sociedad          | PD                     | 10         | 0          | CR              | 3               | 0               | UEL                | 5                  | 0                  | -           | -           | -           | 18     | 0      |        |
| 2023-2024              | Real Sociedad          | PD                     | -          | -          | CR              | -               | -               | UCL                | -                  | -                  | -           | -           | -           | -      | -      |        |
| 2024-2025              | Real Sociedad          | PD                     | 7          | 0          | CR              | 4               | 0               | UCL                | 5                  | 1                  | -           | -           | -           | 16     | 1      |        |
| Totale Real Sociedad   | Totale Real Sociedad   | Totale Real Sociedad   | 17         | 0          |                 | 7               | 0               |                    | 10                 | 1                  |             | -           | -           | 34     | 1      |        |
| Totale carriera        | Totale carriera        | Totale carriera        | 95         | 14         |                 | 7               | 0               |                    | 10                 | 1                  |             | -           | -           | 112    | 15     |        |